# Бернхард, Михаэль
Михаэ́ль Бе́рнхард (нем. Michael Bernhard; 18 марта 1949, Зулинген, Германия — 28 января 2022, Мюнхен) — немецкий филолог-медиевист, источниковед, музыковед.

## Очерк жизни и творчества
Окончил Мюнхенский университет в 1975 г. как филолог со специализацией в средневековой латыни, в том же году там же защитил докторскую диссертацию под руководством Бернхарда Бишофа. В 1976–2016 гг. работал в Музыкально-исторической комиссии Баварской академии наук. 
Главное научное достижение — Словарь средневековых латинских музыкальных терминов (Lexicon musicum Latinum medii aevi), редактором и составителем которого Бернхард был в 1990-2016 гг. (электронная версия ныне доступна в интернете). Основанный на тщательно подобранных и проверенных текстах в диапазоне от IV до конца XV вв., этот словарь — авторитетный справочник по музыкальной терминологии западноевропейского Средневековья. Кроме того, с 1990 г. Бернхард издавал серию научных сборников «Источники и исследования музыкальной теории Средневековья» (Quellen und Stiduen zur Musiktheorie des Mittelalters), выпускавшихся Баварской академией наук, выступал в качестве автора в новой Истории музыкальной теории (Geschichte der Musiktheorie). Среди наиболее значительных его работ, главным образом, источниковедческой направленности: книга «Clavis Gerberti» (1989), статьи «Clavis Coussemakeri» (1990), «Überlieferung und Fortleben der antiken lateinischen Musiktheorie im Mittelalter» (1990) и «Das musikalische Fachschrifttum im lateinischen Mittelalter» (1990), издание (совместно с К. Бауэром) толкований к музыкальному трактату Боэция (Glossa maior in institutionem musicam Boethii, 1993–2011, в четырёх томах), издание (совместно с Э. Витковской-Зарембой) 26 анонимных трактатов XV и начала XVI веков, называемых «традицией Иоанна Голландского», Traditio Johannis Hollandrini (в семи томах, 2010–2016).
С 1979 г. занимался инвентаризацией органов в Баварии (впервые включил их в сводную электронную базу данных), писал о новых баварских органах статьи в журнал «Musik in Bayern».

## Избранные труды
- Lexicon musicum Latinum medii aevi // hrsg. v. Michael Bernhard. München: Bayerische Akademie der Wissenschaften, 1992–2016.
- Clavis Gerbeti. Eine Revision von Martin Gerberts Scriptores ecclesiastici de musica sacra potissimum. Teil 1. München, 1989.
- Clavis Coussemakeri // Quellen und Studien zur Musiktheorie des Mittelalters I. München, 1990, S. 1-36.
- Überlieferung und Fortleben der antiken lateinischen Musiktheorie im Mittelalter // Geschichte der Musiktheorie. Bd. 3. Darmstadt: Wissenschaftliche Buchgesellschaft, 1990, SS. 7–35.
- Das musikalische Fachschrifttum im lateinischen Mittelalter // Geschichte der Musiktheorie. Bd. 3. Darmstadt: Wissenschaftliche Buchgesellschaft, 1990, SS. 37–103.
- Glossa maior in institutionem musicam Boethii, edd. M. Bernhard et C.M. Bower. Vol. 1–4. München: Bayerische Akademie der Wissenschaften, 1993, 1994, 1996, 2011.
- Zur Rezeption der musiktheoretischen Werke des Hermannus Contractus // Beiträge zur Musik, Musiktheorie und Liturgie der Abtei Reichenau / hrsg. v. W. Pass u. A. Rausch. Tutzing, 2001, S. 99-126.
- Traditio Johannis Hollandrini, hrsg. v. M. Bernhard und E. Witkowska-Zaremba. 7 Bde. München: Bayerische Akademie der Wissenschaften, 2010–2016.
- Musiklehre zwischen Mittelalter und Renaissance: Das Studienkonvolut des Stephan Roth, hrsg. v. Michael Bernhard and Klaus-Jürgen Sachs // Studien zur Geschichte der Musiktheorie 14. Hildesheim: Georg Olms Verlag, 2019. xii + 401 pp. ISBN 978 3 487 15834 1.